# Dawuhan Wetan
Dawuhan Wetan is een bestuurslaag (kelurahan) in het onderdistrict (kecamatan) Kedung Banteng in het regentschap Banyumas van de provincie Midden-Java, Indonesië. Dawuhan Wetan telt 3881 inwoners (volkstelling 2010).